# Sarbani Basu
Pour les articles homonymes, voir Basu.
Sarbani Basu est une astrophysicienne indienne et professeure à l'Université Yale. Elle est membre du conseil d'administration de l'Association of Universities for Research in Astronomy et membre de l'Association américaine pour l'avancement des sciences.

## Éducation
Basu a obtenu son baccalauréat universitaire à l'Université de Madras en 1986. Elle a terminé ses études supérieures à l'Université Savitribai-Phule de Pune et à l'Université de Bombay, obtenant son doctorat en 1993.

## Recherche
En 1993, Basu a rejoint l'Université Queen Mary de Londres en tant que chercheur postdoctoral, avant de passer à l'Université d'Aarhus Elle a remporté en 1996 la médaille d'or M.K. Vainu Bappu de l'Astronomical Society of India (en) . En 1997, elle a rejoint l'Université de Princeton en tant que membre de l'Institute for Advanced Study,,. En 2000, elle a été nommée professeure adjointe à l'Université Yale et promue professeure en 2005. Elle a remporté la bourse de la faculté de la famille Hellman en 2002. Elle s'intéresse à la structure et à la dynamique du soleil et les étudie à l'aide des oscillations stellaires,. En surveillant les inversions héliosismiques, Basu détermine les processus qui se déroulent à l'intérieur du soleil,. Elle a écrit un chapitre de livre sur l'héliosismologie .
Basu a publié plus de 200 articles dans des revues scientifiques à comité de lecture et a un H-index de 82. Elle visite également les écoles pour discuter de ses recherches avec les jeunes .

## Honneurs et récompenses
Basu a été élue membre de l'Association américaine pour l'avancement des sciences (AAAS) en 2015. En 2017, elle a publié Asteroseismic Data Analysis Foundations and Techniques avec William Chaplin. Elle a remporté le prix George Ellery Hale (en) de l'American Astronomical Society en 2018 pour ses contributions à notre compréhension de la structure interne du Soleil,,. Elle a reçu le prix lors du Sommet triennal Terre-Soleil en Virginie. Elle a été élue Legacy Fellow de l'Union américaine d'astronomie en 2020.